# Sekretariát ústředního výboru Komunistické strany Číny
Sekretariát ústředního výboru Komunistické strany Číny (čínsky v českém přepisu Čung-kuo Kung-čchan-tang Čung-jang Wej-jüan-chuej Šu-ťi-čchu, pchin-jinem Zhōngguó Gòngchǎndǎng Zhōngyāng Wěiyuánhuì Shūjìchù, znaky 中国共产党中央委员会书记处) je skupinou cca 5–10 členů ústředního výboru Komunistické strany Číny, která je částí užšího vedení Komunistické strany Číny tvořeného ještě politbyrem a stálým výborem politbyra. Sekretariát je výkonným orgánem politbyra a stálého výboru politbyra, je zodpovědný za realizaci rozhodnutí politbyra (resp. stálého výboru), koordinuje jejich provádění a dohlíží nad jejich plněním. V rámci určeném rozhodnutími politbyra řídí rutinní chod strany. Členové sekretariátu mají obvykle zároveň důležité funkce v aparátu strany, případně i ve státní správě.
Nejvyšším orgánem Komunistické strany Číny je její sjezd, od konce 70. let 20. století svolávaný v pětiletých intervalech. Delegáti sjezdu volí ústřední výbor, jako širší vedení strany (19. ústřední výbor zvolený na XIX. sjezdu roku 2017 má 207 členů a 171 kandidátů). Ústřední výbor na svém prvním zasedání na závěr sjezdu volí užší vedení strany – politbyro, ústřední vojenskou komisi a stálý výbor politbyra a schvaluje složení sekretariátu. V praxi je volba členů sekretariátu výsledkem neformálních konzultací ve vedení strany.
V různých dobách byla váha sekretariátu v systému vedoucích orgánů KS Číny různá, od konce 80. let 20. století funguje uspořádání, v němž každodenní politická rozhodnutí provádí stálý výbor politbyra scházející se jednou týdně, sekretariát zajišťuje jejich vykonání a koordinaci, přičemž se oba orgány zodpovídají politbyru, které se schází zhruba jednou měsíčně a schvaluje a určuje zásadnější politická rozhodnutí.

## Historie
Poprvé vznikl sekretariát v lednu 1934 prakticky přejmenováním stálého výboru politbyra, jako několikačlenná skupina členů politbyra řídících stranu mezi jeho zasedáními, v podmínkách občanské války zřídkavých. Pojmy „ústřední sekretariát“ a „stálý výbor politbyra“ byly používány střídavě a zaměnitelně. 6. zasedání ústředního výboru v září–listopadu 1938 přijalo usnesení o výstavbě a organizaci stranických orgánů, v nichž mimo jiné určilo a zpřesnilo kompetence a pravomoce politbyra a sekretariátu, o stálém výboru politbyra se nezmiňovalo. Nadále se pak pro nejužší vedoucí skupinu uvnitř politbyra nepoužíval termín „stálý výbor politbyra“, označování byli již jen jako „ústřední sekretariát“. Tento stav trval do VII. sjezdu KS Číny roku 1945 (s tím, že během 7. zasedání ústředního výboru v letech 1944–1945 pravomoci sekretariátu a politbyra převzalo pětičlenné předsednictvo zasedání) a i po něm až do VIII. sjezdu KS Číny roku 1956.
Administrativní potřeby politbyra a stálého výboru politbyra/sekretariátu zajišťoval obslužný aparát, kancelář, v čele s generálním sekretářem (mi-šu-čang) ústředního výboru, kterým byl od srpna 1941 Žen Pi-š’. Po jeho smrti v říjnu 1950 úřad generálního sekretáře ÚV převzal Liou Šao-čchi. V dubnu 1954 proběhla reorganizace, během níž se generálním sekretářem ÚV stal Teng Siao-pching a byl povýšen status zástupců generálního sekretáře, když tito s Tengem vytvořili konferenci generálního sekretáře. Zástupci generálního sekretáře se od dubna 1954 stali Li Fu-čchun, Jang Šang-kchun, Tchan Čen-lin, Ma Ming-fang, Sung Žen-čchiung, Liou Lan-tchao, Lin Feng, Li Süe-feng a Chu Čchiao-mu.
Na VIII. sjezdu KS Číny byly přijaty nové stanovy, podle nichž bylo nově zvolené vedení strany reorganizováno – ústřední výbor ze svého středu zvolil politbyro, nejužší vedení strany bylo přejmenováno z ústředního sekretariátu na stálý výbor politbyra a reorganizací konference generálního sekretáře vznikl nový orgán, sekretariát, který měl za úkol snížit pracovní zatížení stálého výboru, když převzal realizaci a kontrolu rozhodnutí stálého výboru a politbyra a rozhodování rutinních záležitostí. Sekretariát se skládal z tuctu tajemníků a několika kandidátů sekretariátu, v jeho čele stál Teng Siao-pching s titulem generálního tajemníka (cung-šu-ťi) sekretariátu ÚV KS Číny, resp. generálního tajemníka ústředního sekretariátu KS Číny (Čung-kuo kung-čchan-tang čung-jang šu-ťi-čchu cung-šu-ťi).
Během kulturní revoluce (1966–1976) sekretariát přestal existovat, obnoven byl v únoru 1980. V 80. letech pod vedením tehdejšího generálního tajemníka Chu Jao-panga si přisvojil velký vliv, částečně i na úkor stálého výboru a politbyra, což po odvolání Chu Jao-panga (v lednu 1987) vyústilo v přesnější stanovení kompetenci sekretariátu a posílení kontroly politbyra nad sekretariátem.
V čele sekretariátu stál od února 1980 opět generální tajemník ústředního sekretariátu KS Číny, od XII. sjezdu roku 1982 generální tajemník ÚV KS Číny (Čung-kuo kung-čchan-tang čung-jang wej-jüan-chuej cung-šu-ťi, stojící současně v čele strany), od XIII. sjezdu roku 1987 řízení práce sekretariátu přešlo na nejvýše postaveného z tajemníků, takzvaného prvního či výkonného tajemníka.

## Složení sekretariátu
Období 1934–1956 je uvedeno ve Stálý výbor politbyra ústředního výboru Komunistické strany Číny.
- 8. sekretariát: po VIII. sjezdu, od září 1956: Teng Siao-pching (do 1968, generální tajemník sekretariátu), Pcheng Čen (do května 1966), Wang Ťia-siang, Tchan Čen-lin, Tchan Čeng (do září 1962), Chuang Kche-čcheng (do září 1962) a Li Süe-feng
  - od května 1958 i Li Fu-čchun a Li Sien-nien
  - od září 1962 i Lu Ting-i (do srpna 1966), Kchang Šeng a Luo Žuej-čching (do srpna 1966)
  - od května 1966 i Tchao Ču (do ledna 1967) a Jie Ťien-jing
  - od srpna 1966 i Sie Fu-č’ a Liou Ning-i
  - kandidáti sekretariátu od září 1956: Liou Lan-tchao, Jang Šang-kchun (do května 1966) a Chu Čchiao-mu

IX. sjezdem (duben 1969) byl sekretariát zrušen.
- 11. sekretariát: od února 1980 Chu Jao-pang (generální tajemník sekretariátu), Wan Li, Wang Žen-čung, Fang I, Ku Mu, Sung Žen-čchiung, Jü Čchiou-li, Jang Te-č’, Chu Čchiao-mu, Jao I-lin, Pcheng Čchung a Si Čung-sün (od června 1981)

- 12. sekretariát: po XII. sjezdu, od září 1982: Chu Jao-pang (generální tajemník ÚV), Wan Li, Si Čung-sün (do září 1985), Teng Li-čchün, Jang Jung (zemřel v lednu 1983), Jü Čchiou-li, Ku Mu (do září 1985), Čchen Pchi-sien, Chu Čchi-li a Jao I-lin (do září 1985)
  - od září 1985 i Čchiao Š’, Tchien Ťi-jün, Li Pcheng, Chao Ťien-siou a Wang Čao-kuo[pozn. 1]
  - kandidáti sekretariátu od září 1982: Čchiao Š’ (od září 1985 člen sekretariátu) a Chao Ťien-siou (od září 1985 členka sekretariátu)

- 13. sekretariát: po XIII. sjezdu, od listopadu 1987: Chu Čchi-li (do června 1989, výkonný tajemník), Čchiao Š’, Žuej Sing-wen (do června 1989) a Jen Ming-fu (do června 1989)
  - od června 1989 i Li Žuej-chuan (výkonný tajemník) a Ting Kuan-ken
  - od listopadu 1989 i Jang Paj-ping
  - kandidát sekretariátu od listopadu 1987: Wen Ťia-pao

- 14. sekretariát: po XIV. sjezdu, od října 1992: Chu Ťin-tchao (výkonný tajemník), Ting Kuan-ken, Wej Ťien-sing, Wen Ťia-pao a Žen Ťien-sin
  - od září 1994 i Wu Pang-kuo a Ťiang Čchun-jün

- 15. sekretariát: po XV. sjezdu, od září 1997: Chu Ťin-tchao (výkonný tajemník), Wej Ťien-sing, Ting Kuan-ken, Čang Wan-nien, Luo Kan, Wen Ťia-pao a Ceng Čching-chung

- 16. sekretariát: po XVI. sjezdu, od listopadu 2002: Ceng Čching-chung (výkonný tajemník), Liou Jün-šan, Čou Jung-kchang, Che Kuo-čchiang, Wang Kang, Sü Cchaj-chou a Che Jung

- 17. sekretariát: po XVII. sjezdu, od října 2007: Si Ťin-pching (výkonný tajemník), Liou Jün-šan, Li Jüan-čchao, Che Jung, Ling Ťi-chua a Wang Chu-ning

- 18. sekretariát: po XVIII. sjezdu, od listopadu 2012: Liou Jün-šan (výkonný tajemník), Liou Čchi-pao, Čao Le-ťi, Li Čan-šu, Tu Čching-lin, Čao Chung-ču, a Jang Ťing

- 19. sekretariát: po XIX. sjezdu, od října 2017: Wang Chu-ning (výkonný tajemník), Ting Süe-siang, Jang Siao-tu, Čchen Si, Kuo Šeng-kchun, Chuang Kchun-ming a Jou Čchüan

- 20. sekretariát: po XX. sjezdu, od října 2022: Cchaj Čchi (výkonný tajemník), Š’ Tchaj-feng, Li Kan-ťie, Li Šu-lej, Čchen Wen-čching, Liou Ťin-kuo a Wang Siao-chung